# Sandra Billingslea
Sandra Billingslea (* um 1950) ist eine US-amerikanische Musikerin (Geige, auch Bratsche).

## Leben und Wirken
Billingslea begann mit sieben Jahren, Klavier zu spielen und sich mit klassischen Musik zu beschäftigen, nachdem sie in der Ed Sullivan Show die Aufführung des sterbenden Schwans aus „Karneval der Tiere“ von Camille Saint-Saëns gesehen hatte. Bald nahm sie auch Ballettunterricht und studierte Piano bei Odessa Simpson vom kanadischen Royal Conservatory. Mit zwölf Jahren wechselte sie zur Geige, nachdem sie bei einem Konzert das Violinkonzert von Felix Mendelssohn Bartholdy gehört hatte. Während ihrer Zeit auf der öffentlichen High School nahm sie Privatunterricht. Lyman Bodman, Professor an der Michigan State University, hörte sie auf einem Festival in Detroit und verschaffte ihr ein Stipendium an der Michigan State, an der sie den Bachelor- und auch den Master-Abschluss erwarb.
Seitdem arbeitete Billingslea mit Orchestern und Ensembles wie Scandia Symphony, Queens Symphony, the Long Island Philharmonic, New York Virtuosi Ensemble, Bronx Arts Ensemble, Brooklyn Philharmonic, Dance Theatre & Boys Choir of Harlem, Symphony of the New World und dem Color of Music Virtuosi Ensemble & Orchestra. Außerdem spielte sie mit zahlreichen Jazz- und Latino-Künstlern zusammen und war Organistin in einer Kirche in Jamaica, einem Stadtteil von Queens.
Der Broadway-Dirigent Howard Roberts hörte sie dort und engagierte sie 1976 für die Wiederaufnahme von Guys and Dolls, ihrer ersten Broadway-Show. Des Weiteren schloss sie sich Gayle Dixon beim The String Reunion mit Noel Pointer und Akua Dixon an. Gayle war maßgeblich als Mentorin an ihrer Karriere beteiligt. Sie trat außerdem mit dem Dance Theatre of Harlem Orchestra im Uris Theatre auf; spielte 1985 bei einem Mahler-Festival in Österreich, tourte in Japan mit den NY Pops und mit dem New York Ragtime Orchestra.
In den 1970er- und 80er-Jahren war sie in der Club-Szene beschäftigt, währenddessen sie u. a. Lena Horne, Sammy Davis Jr., Bill Cosby, Diahann Carroll, Cleo Lane, Frank Sinatra und Joe Williams begleitete. In späteren Jahren war sie im Vorstand der Harlem Chamber Players und spielte auch regelmäßig mit ihnen. Sie trat u. a. auf dem Color of Music Festival in Charleston, South Carolina, auf, einem internationalen Festival für schwarze und lateinamerikanische klassische Musiker.
Im Bereich des Jazz war sie laut Tom Lord zwischen 1977 und 2015 an 51 Aufnahmesessions beteiligt, u. a. mit Eumir Deodato, Phil Upchurch, Ron Carter, Sadao Watanabe, Dizzy Gillespie, Lena Horne, Terence Blanchard (Malcolm X: The Original Motion Picture Score); Luis Bonilla, Oliver Lake (Movement, Turns & Switches) und Jason Jackson. Als Sessionmusikern war sie zudem an Aufnahmen von Roberta Flack, Whitney Houston, Ellen Kaye und Britney Spears beteiligt.
Billingslea war weiterhin in der Sonderpädagogik mit ihrer Arbeit mit Kindern mit besonderen Bedürfnissen im „Music Outreach“-Programm und der West End Little Symphony tätig. Sie war Teaching Artist und „Artist in Residence“ für den New York State Council for the Arts und das Lincoln Center Arts in Education, das Westchester Philharmonic, Violindozentin an der Waldorf School of Garden City, dem Ridgewood Conservatory of Music, der Rutgers University und dem New York College CUNY.